# Funivia dei Ghiacciai

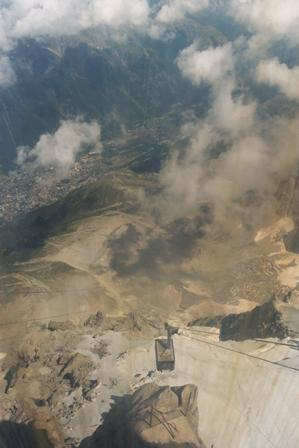
Discesa verso Chamonix: la funivia dei Ghiacciai è ancor oggi una delle più spettacolari mai costruite, considerata da alcuni come l'ottava meraviglia del mondo.

La funivia dei Ghiacciai è un impianto a fune che collega il picco di Punta Helbronner (sopra Courmayeur) a quello dell'Aiguille du Midi (sopra Chamonix), passando sopra il massiccio del Monte Bianco e in particolare sul Ghiacciaio del Gigante.
I due picchi hanno poi ognuno un altro sistema di funivia per collegarli ai villaggi a valle: la Téléphérique de l'Aiguille du Midi francese collega l'Aiguille du Midi a Chamonix, mentre la Skyway Monte Bianco italiana collega Punta Helbronner a La Palud, frazione di Courmayeur.
Il suo creatore e ideatore fu l'ingegnere e conte Dino Lora Totino.

## Storia

### Idea iniziale
La possibilità di collegare tramite funivia l'Italia e la Francia, attraversando la catena del Monte Bianco, aveva destato l'interesse dell'ingegnere Dino Lora Totino. Alla fine degli anni quaranta studiò e progettò un collegamento tra il versante italiano del Cervino e il centro turistico di Zermatt, ma le autorità svizzere, non troppo convinte, negarono l'autorizzazione. In Francia intanto, in quegli anni veniva inaugurata la linea Chamonix-Aiguille du Midi; il Conte ebbe allora l'idea di collegare due stazioni ancora più prestigiose: Courmayeur e Chamonix, in un massiccio di straordinaria bellezza come quello del Monte Bianco.

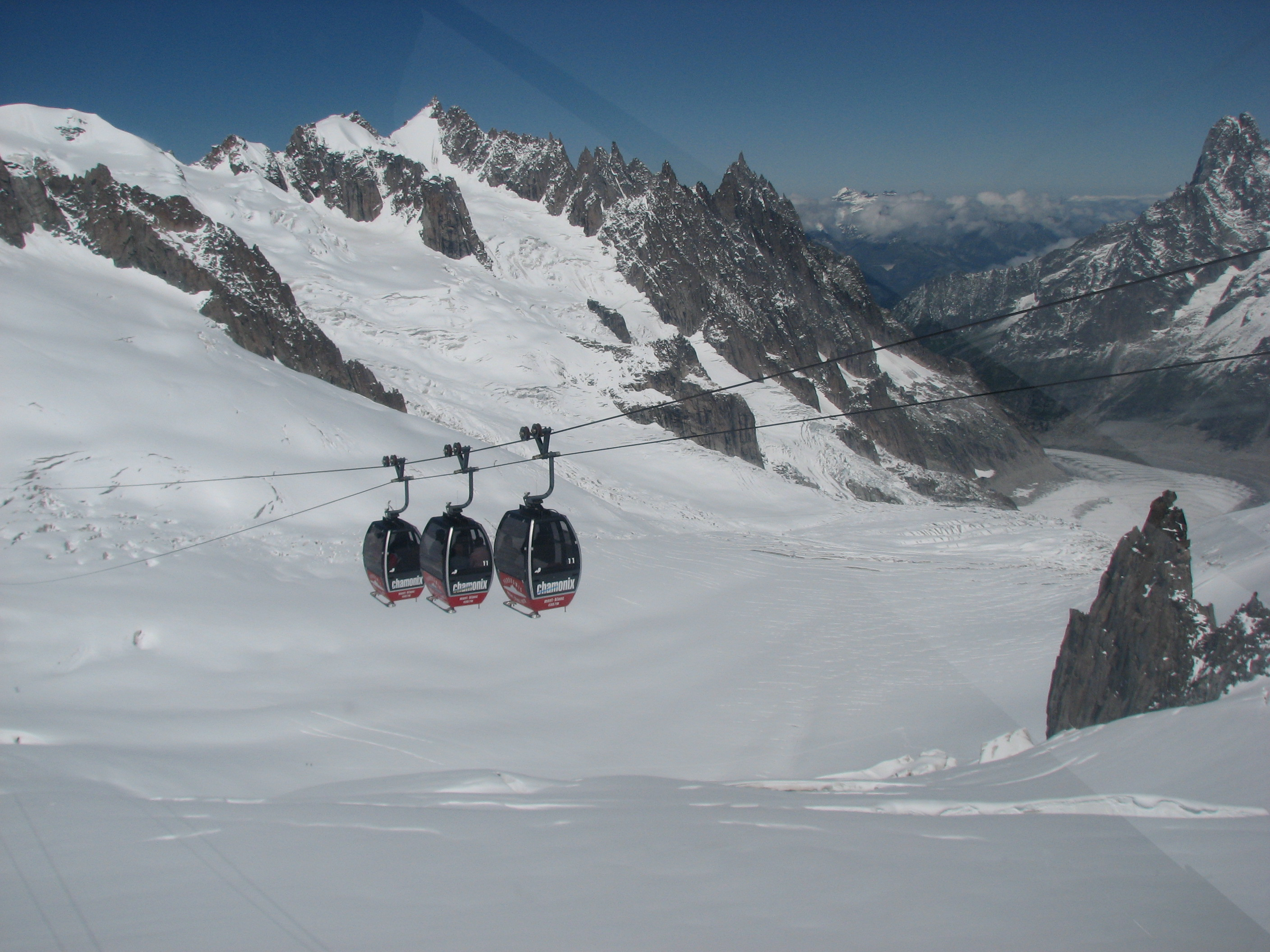
All'epoca in cui fu costruita, la funivia dei Ghiacciai era la più alta del mondo, quasi 4.000 m. (3.842 m). Attualmente, in Europa, la telecabina del Piccolo Cervino, a Zermatt (Svizzera), la supera di qualche metro.

### Un'impresa considerata impossibile
Secondino Lora Totino, detto Dino, nacque il 25 gennaio del 1900 a Pray, un piccolo paese del biellese, in una famiglia di industriali tessili. Laureatosi a ventidue anni in ingegneria al Politecnico di Torino maturò prestissimo una grande passione per le funivie, sia per l'arditezza richiesta dalla loro progettazione e costruzione, sia perché esse gli parevano un modo ingegnoso per superare versanti e confini altrimenti insormontabili. Nel 1932 realizzò la sua prima funivia, quella tra il Breuil e il Plateau Rosa, che gli fruttò il titolo di conte di Cervinia, e, otto anni dopo, la funivia tra La Palud e il Rifugio Torino, sul versante italiano del Monte Bianco.
La costruzione della funivia che collega Courmayeur e Chamonix, oltre che dimostrare la bravura tecnica dell’ingegnere (e dei suoi collaboratori), mise in luce le sue qualità organizzative e umane.
Sul versante italiano esisteva già una funivia che collegava Courmayeur al Rifugio Torino (3.300 m) e la costruzione di un troncone lungo 250 m con 150 m di dislivello per raggiungere Punta Helbronner non fu ritenuto un problema: le difficoltà maggiori stavano nell'attraversare i 5 km di ghiacciai in continuo movimento.
Agli inizi degli anni cinquanta, poi, i mezzi tecnici erano abbastanza limitati, e nessun elicottero fu mai utilizzato per trasportare in quota i materiali. Il cantiere - all'epoca - era il più alto al mondo e gli operai furono scelti tra alpinisti, montanari e guide alpine. Le condizioni di lavoro furono proibitive e l'opera costò quattro vite umane. La grandiosa opera è stata costruita sotto la direzione del conte Dino Lora Totino, fu progettata dal professor Vittorio Zignoli del Politecnico di Torino. Prima di lui altri ebbero un'idea simile e parecchi anni addietro, un progetto del 1905 venne in parte realizzato nel 1927, ma allora la funivia raggiungeva solamente il Col du Midi.
Per quattro anni, la funivia dei Ghiacciai fu la più alta al mondo, ma poi quella del Pico Espejo (4.765 m), a Mérida, in Venezuela, la supererà in altezza. Resterà invece la più alta d'Europa fino al 1980, quando la telecabina del Piccolo Cervino, a Zermatt (Svizzera), la supererà di qualche metro.

### Le vecchie funivie nella tratta italiana

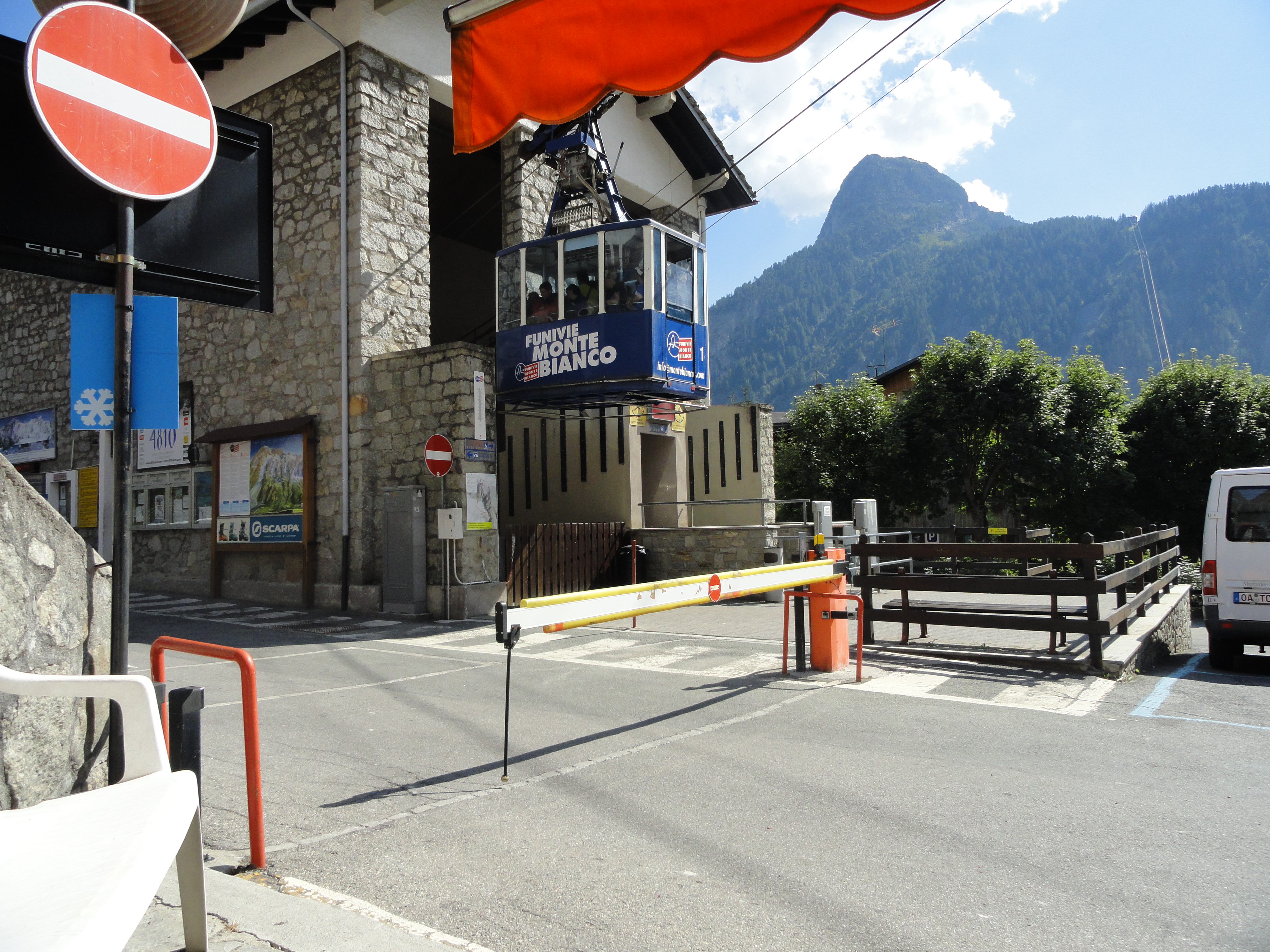
La vecchia stazione di partenza presso la Palud

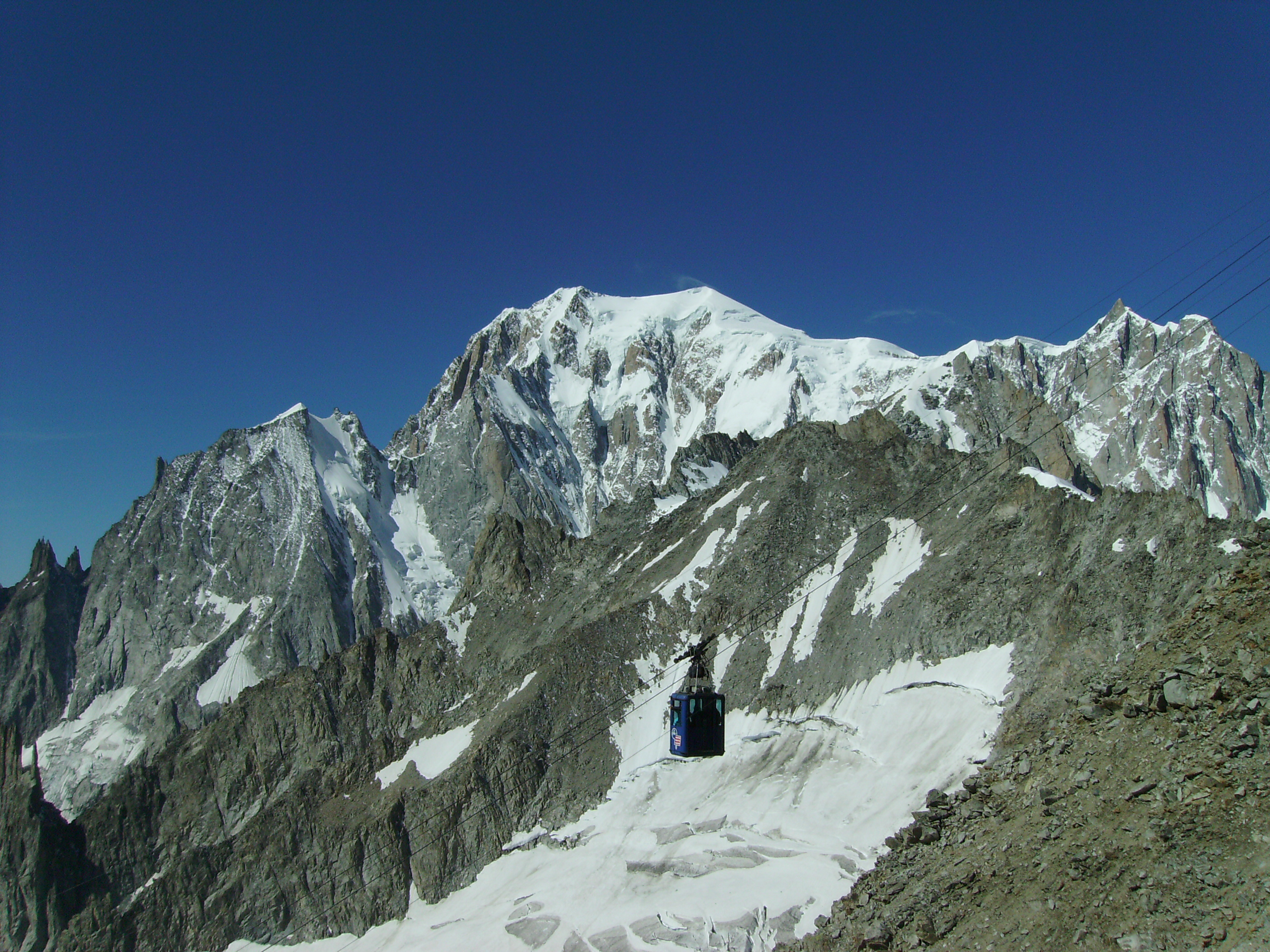
La funivia che collegava il Rifugio Torino a Punta Helbronner

#### La Palud - Rifugio Torino
La prima funivia partiva da La Palud e arrivava al Rifugio Pavillon; la seconda partiva da quest'ultimo e raggiungeva il Rifugio Torino, superando un dislivello di 2.005 m (percorrendo 4.230 m). Fu costruita durante il periodo bellico, ma non ancora ultimata, fu messa fuori uso da un bombardamento effettuato da aerei francesi. Ripristinata e completata nel dopo guerra, venne aperta al pubblico nel 1948.

#### Rifugio Torino - Punta Helbronner
Tale tratta è rimasta funzionante fino ad aprile 2012, quando sono iniziati i lavori presso punta Helbronner per la costruzione della nuova Skyway, inaugurata nel 2015.

## Tratta italiana

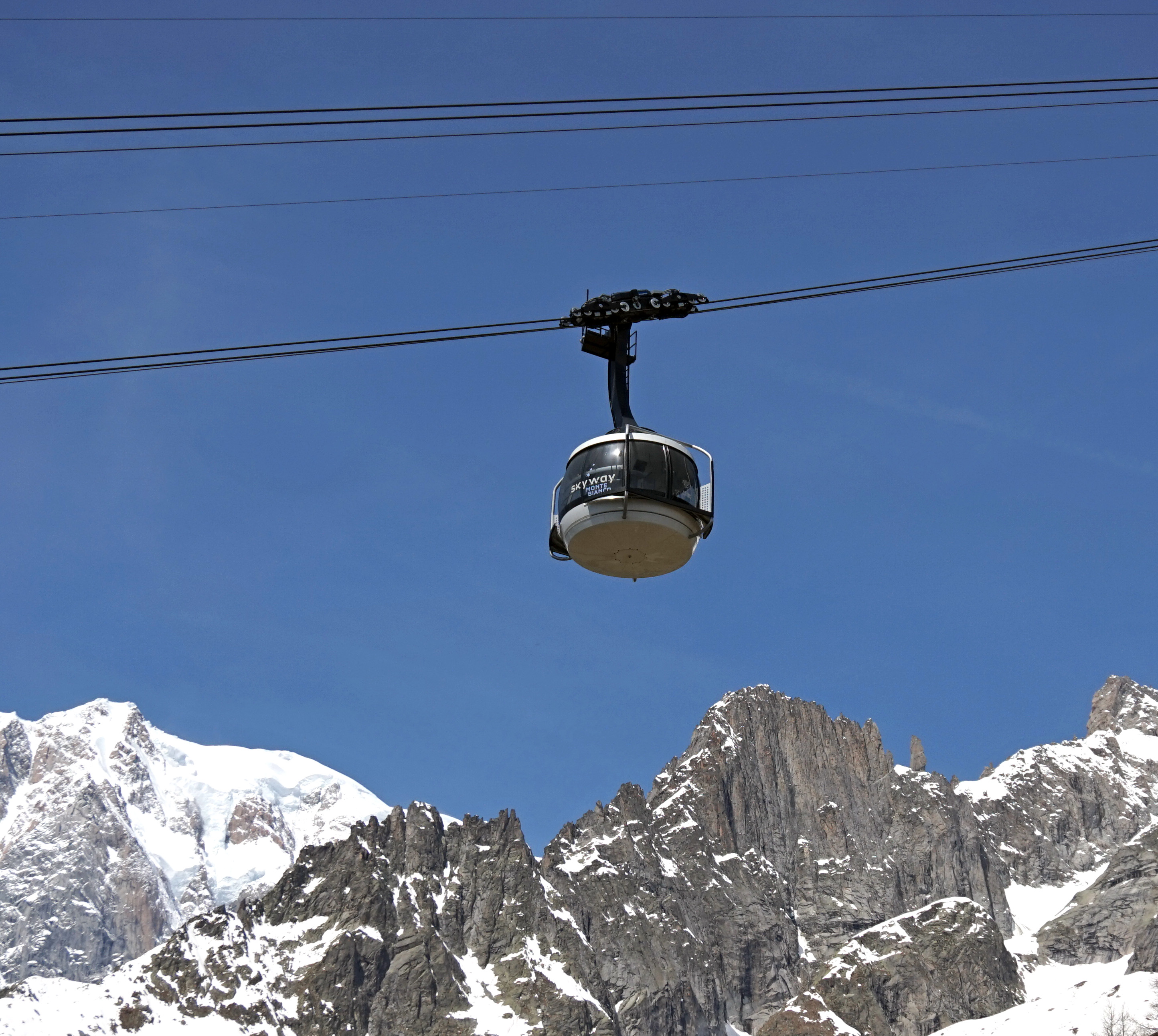
La nuova Skyway

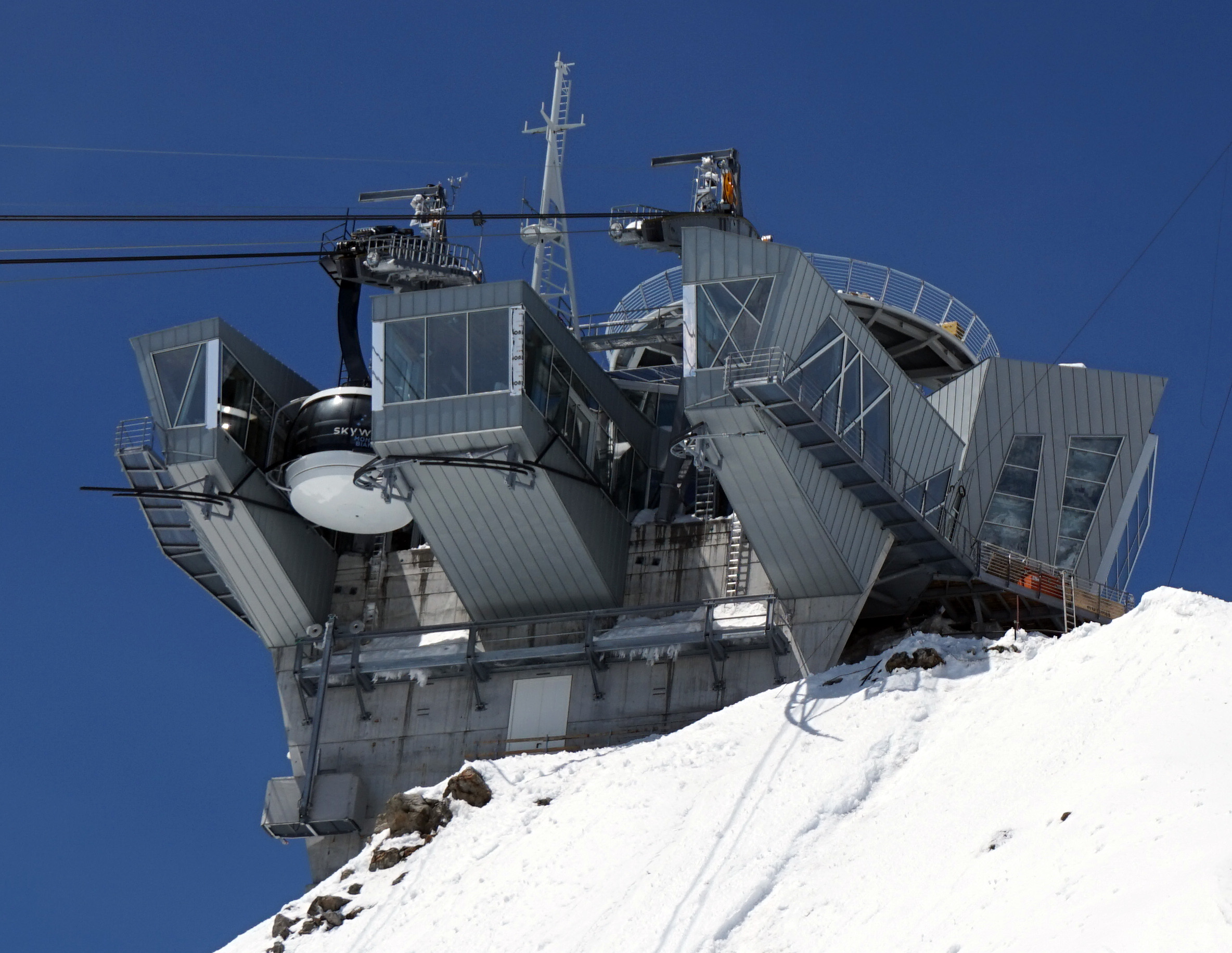
La stazione di punta Helbronner

Le attuali funivie italiane sono state inaugurate il 30 maggio 2015, sostituendo quelle originali. La riprogettazione di questa tratta è stata a carico di Funivie Monte Bianco S.p.A., in associazione con il Consorzio Cordée Mont Blanc, al quale è stato assegnato nel 2010 l'appalto per i lavori. In particolare, il progetto, i cui lavori sono partiti nel 2011, ha previsto la realizzazione di un nuovo collegamento funiviario. Tale collegamento è composto da sole due tratte (invece delle precedenti tre). La stazione a valle risulta spostata rispetto alla vecchia (che quindi non è più presso La Palud) ed è nei pressi dell'imbocco italiano del Traforo del Monte Bianco, in particolare a Entrèves.
La prima stazione che si incontra salendo si trova presso il Rifugio Pavillon; da qui si raggiunge direttamente Punta Helbronner (3.466 m s.l.m), mentre la stazione Rifugio Torino è stata eliminata; quest'ultima è tuttavia raggiungibile, scendendo a piedi per pochi minuti, direttamente da sotto la stazione di Helbronner.
Tutte e tre le stazioni furono costruite da zero, utilizzando principalmente acciaio, legno e vetro. Anche le cabine sono completamente nuove: dalle piccole e squadrate cabine da 20 persone, fu inserita una cabina sferica di dimensioni maggiori, che ruota di 360 gradi lungo tutta la tratta, con capienza fino a 60 persone.
L'interno delle stesse è caratterizzato da numerose novità nel campo funiviario: le ampie finestre in vetro sono dotate in un sistema di riscaldamento per evitare che si formi condensa, in maniera analoga sensori e pannelli posti sotto il pavimento impediscono la formazione di ghiaccio. Inoltre le cabine, dotate di luci a led, possiedono impianti multimediali di infotainment (tv, schermi, wifi). 
L'impianto a fune fu realizzato dalla Doppelmayr Italia su progetto funiviario dell'Ing. Dino Veronesi.
Il termine dei lavori e l'apertura al pubblico furono inizialmente previsti per il 21 maggio 2015, con l'inaugurazione alla presenza del presidente del Consiglio Matteo Renzi.  Sabato 30 maggio 2015, dopo 4 anni di lavoro, fu aperto al pubblico il nuovo impianto che, in due tronchi, collega Pontal d'Entrèves a Punta Helbronner.

## Tratta francese

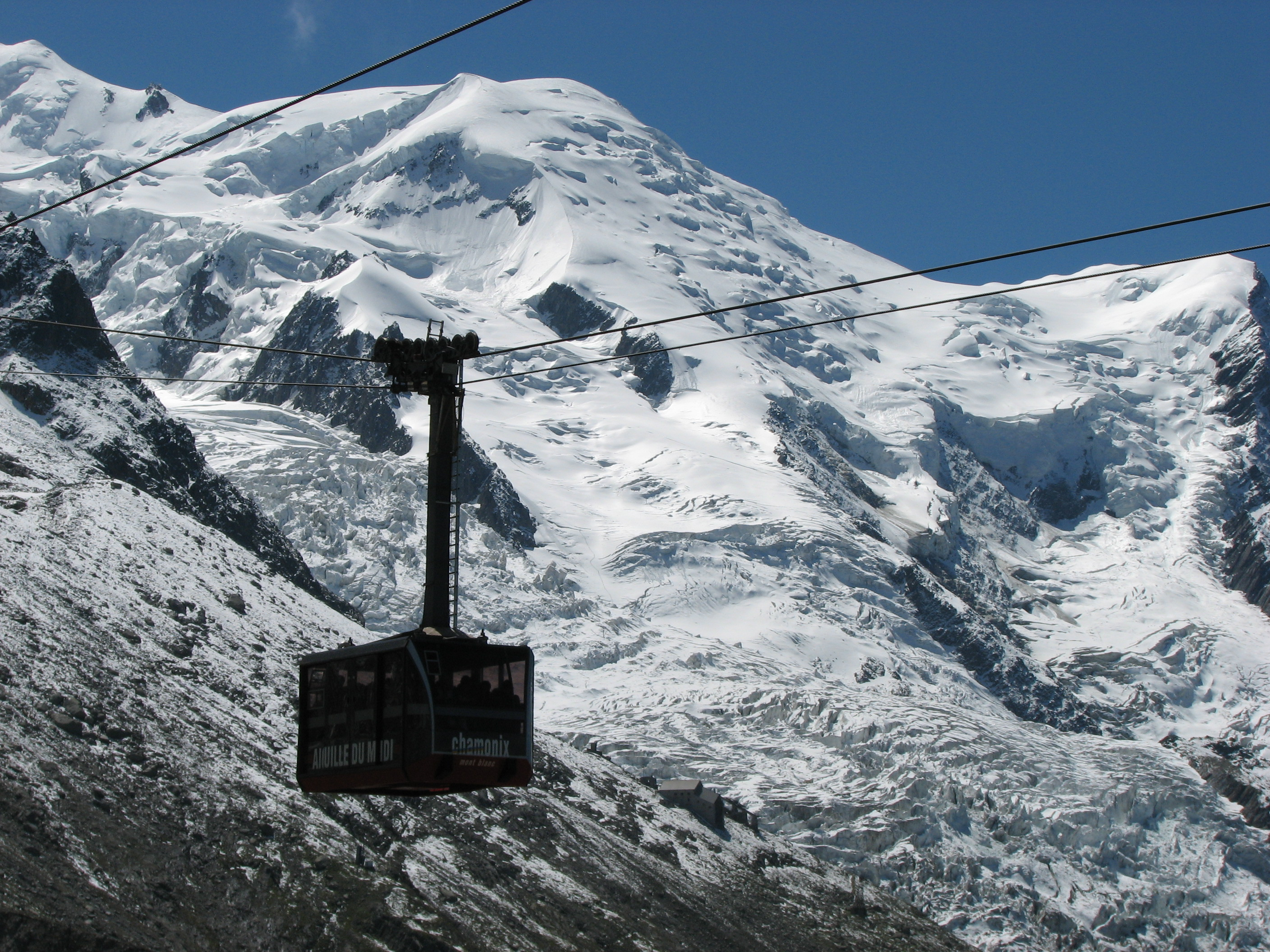
La funivia che conduce all'Aiguille du Midi

### Chamonix - Plan des Aiguilles - Aiguille du Midi
La sezione da Chamonix a l'Aiguille du Midi, fu iniziata nella primavera del 1951 ed aperta al pubblico nel 1956; è quella con maggiore dislivello: 2.812 m su un tratto di 5.416 m. Prima fu collegata Chamonix (1.030 m) al Plan des Aiguilles (2.317 m) e l'anno dopo il troncone che arriva sino all'Aiguille du Midi (3.778 m).

### Cabinovia Aiguille du Midi - Punta Helbronner
Questa sezione, iniziata nella primavera del 1954, e collaudata nella primavera del 1958, collega l'Aiguille du Midi a punta Helbronner, passando per il Gros Rognon. La lunghezza del troncone è di 5.093 m (con un dislivello di 311 m) ed è il tratto più spettacolare sia dal punto di vista panoramico che tecnico. Congiunge le due funivie già esistenti sul lato italiano e su quello francese: è stato possibile solo grazie a soluzioni tecniche del tutto originali, la maggiore delle quali è indubbiamente costituita dal "pilone aereo" che meravigliò tutti per l'audacia della sua concezione.
È una cabinovia a moto intermittente.
Nel 1961 un velivolo militare francese tranciò la fune traente della funivia ed un gruppo di 3 cabine, scarrucolatosi dalla fune portante, si schiantò sulla superficie del ghiacciaio dopo un volo di quasi trecento metri. Le altre cabine rimasero miracolosamente al loro posto poiché la fune traente tranciata si attorcigliò a quella portante di fatto bloccando le cabine ed impedendo che iniziassero a scorrere libere lungo la fune portante e quindi a scarrucolarsi superata una certa velocità. Le operazioni di soccorso furono molto complesse e furono portate a termine dopo circa due giorni dall'accaduto.
Nel pomeriggio dell'8 settembre 2016 oltre centodieci persone sono rimaste bloccate nella cabinovia a causa di un guasto. Una cinquantina di persone sono state prelevate da alcuni elicotteri di soccorso, mentre le altre sono state costrette a passare la notte nelle cabine. I turisti sono stati tutti tratti in salvo dai mezzi di soccorso nella mattina del 9 settembre.

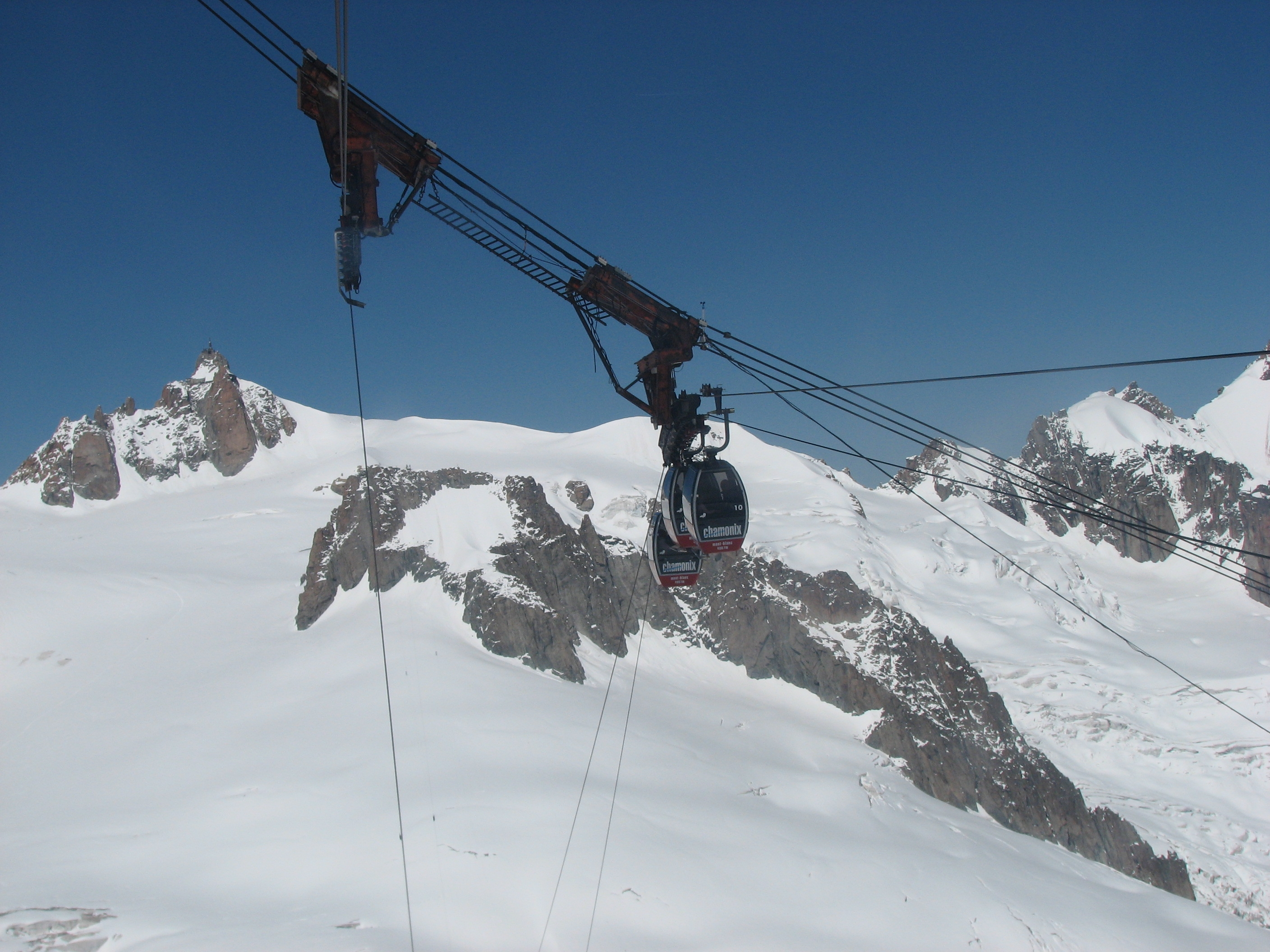
Il pilone aereo

#### Il pilone sospeso
La realizzazione del pilone sospeso fu necessaria poiché la sezione tra il Gros Rognon e la Punta Helbronner è costituita da un'unica campata di 3.300 m; era necessario quindi ridurre l'ampiezza della campata, per consentire il passaggio delle funi sopra le nevi del Col des Flambeaux.
Accantonata l'ipotesi di costruire un pilone normale sul ghiacciaio sottostante (a causa dell'instabilità derivante dal movimento dei ghiacci), il conte Lora Totino studiò la possibilità di creare un pilone aereo, costituito da funi tese trasversalmente al percorso della funivia. Per realizzare il progetto esecutivo venne poi incaricato l'ingegner Vittorio Zignoli. Un'idea del lavoro che è stato fatto è data dal totale delle funi utilizzate: tra quelle stese, perdute o tenute di riserva, ne sono state trasportate sui ghiacciai circa 300 km.